# Telerig av Bulgarien
Telerig av Bulgarien, död 777, var en bulgarisk monark. Han var regerande khan av Bulgarien mellan 777 och 803.